# Liste der Ehrenbürger von Düren
Die Kreisstadt Düren hat nur wenigen Personen das Ehrenbürgerrecht verliehen.

## Franz Anton Vaßen
Franz Anton Vaßen (* 2. Februar 1799 in Aldenhoven, † 9. Februar 1891 in Düren) war Dechant in Düren. Anlässlich seines 60-jährigen Priesterjubiläums beschloss der Stadtrat am 25. August 1882, ihn zum ersten Ehrenbürger der Stadt zu ernennen.

## Emmerich Stürtz
Emmerich Stürtz (* 28. September 1811 in Aachen, † 1. Februar 1898 in Düren) war Landrat des Kreises Düren und Geheimer Regierungsrat. Der Stadtrat beschloss am 11. August 1885, Stürtz aus Anlass seines 50-jährigen Jubiläums im preußischen Staatsdienst, ihn zum zweiten Ehrenbürger zu ernennen.

## Otto von Bismarck
Otto Eduard Leopold von Bismarck-Schönhausen (* 1. April 1815 in Schönhausen; † 30. Juli 1898 in Friedrichsruh bei Hamburg) wurde durch Ratsbeschluss vom 21. März 1895 zum Ehrenbürger ernannt.

## Paul von Hindenburg
Paul Ludwig Hans Anton von Beneckendorff und von Hindenburg (* 2. Oktober 1847 in Posen; † 2. August 1934 auf Gut Neudeck, Westpreußen) war ein preußischer Generalfeldmarschall und der zweite Reichspräsident der Weimarer Republik. Er wurde anlässlich seines 70. Geburtstag durch Ratsbeschluss vom 2. Dezember 1917 zum Ehrenbürger ernannt.

## August Klotz
Christian August Klotz (* 6. Oktober 1857 in Burg (bei Magdeburg), † 28. Dezember 1925 in Hannover) war Oberbürgermeister von 1894 bis 1921. Er wurde durch Beschluss des Stadtrates vom 7. Juli 1921 zum Ehrenbürger ernannt.

## Josef Schregel
Hubert Heinrich Emanuel Josef Schregel (* 13. März 1865 in Jülich; † 24. Dezember 1946 in Neumagen-Dhron an der Mosel), war Heimatdichter. Er wurde durch Ratsbeschluss vom 29. April 1930 anlässlich seines 65. Geburtstages zum Ehrenbürger ernannt.

## Heinrich Spies
Heinrich Spies (* 11. Mai 1890 in Bad Berleburg; † 6. Juli 1961 in Bad Kissingen) war von 1952 bis 1961 Oberbürgermeister von Düren. Durch Beschluss des Stadtrates vom 13. Juni 1961 wurde er zum Ehrenbürger ernannt.

## Josef Vosen
Josef Vosen (* 23. Juli 1943 in Berlin; † 21. August 2012 in Griechenland) war u. a. Mitglied des Bundestages und von 1984 bis 1998 ehrenamtlicher Bürgermeister von Düren. 1999 hatte er das Amt hauptberuflich inne. Der Stadtrat beschloss am 7. Dezember 2011, ihm die Ehrenbürgerwürde zu verleihen. Die Verleihung erfolgte am 16. März 2012.

## Paul Larue
Paul Larue (* 28. März 1956 in Niederau) war von 1999 bis 2020 hauptberuflicher Bürgermeister von Düren. Weniger als ein Jahr nach Ende seiner Amtszeit beschloss der Stadtrat am 29. September 2021 einstimmig, ihm die Ehrenbürgerwürde zu verleihen. Die Verleihung erfolgte in einer Sondersitzung des Rats auf Schloss Burgau am 3. Dezember 2021.